# 日見峠
日見峠（ひみとうげ）は、長崎県長崎市にある峠である。

## 概要
長崎街道経由で長崎市街地に入る要衝で「西の箱根」と呼ばれた。江戸時代の峠は1996年（平成8年）に建設省の歴史国道として選定されている。1882年（明治15年）に切り通しの開削による新道が完成。さらに1926年（大正15年）4月、日見トンネルが開通し、国道34号線の峠越えのトンネルとして、交通量も多かった。1999年に日見バイパスの新日見トンネルが完成した。この新トンネルは従来の日見峠からやや離れており、新トンネルのある日見バイパスが国道34号線となり、従来の日見トンネルを経由する道は長崎県道116号長崎芒塚インター線となった。県道の日見トンネルは、2002年（平成14年）に国の登録有形文化財として登録された。